# Österreichische Post

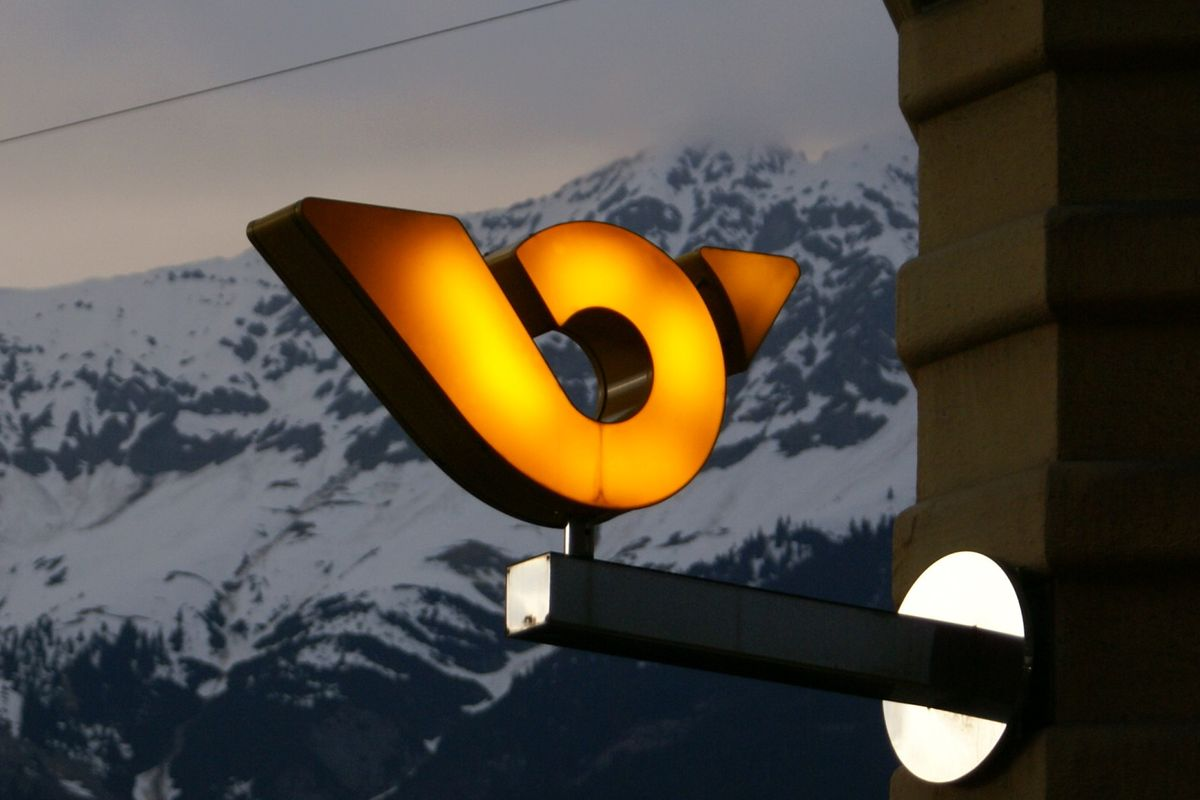
Insegna di un ufficio postale.

Österreichische Post è il principale operatore postale in Austria, riconosciuto dall'Unione Postale Universale, con circa 27.000 impiegati. L'azienda è nata nel 1999 dopo la divisione del servizio postale dalla società di telecomunicazioni Post und Telekom Austria.

## Storia
A partire dal Cinquecento i domini asburgici erano divisi fra due concessioni postali: il Tirolo ed i Paesi Bassi austriaci si trovavano sulla principale strada postale gestita dalla famiglia Thurn und Taxis, la "via di Fiandra" che collegava Bruxelles a Venezia; nelle restanti provincie austriache il servizio postale era invece dato in concessione alla famiglia Paar.
La deliberazione per la nazionalizzazione delle poste austriache ("Incameramento") fu adottata nel 1716 dall'imperatore Carlo VI. La procedura avrebbe dovuto essere attuata inizialmente in Slesia. Conseguentemente nel 1722 la famiglia Paar dovette restituire il servizio postale allo stato asburgico contro un canone annuale di 66.000 fiorini. Le entrate e le spese ora erano amministrate dallo stato; solo l'organizzazione del servizio postale rimaneva nelle mani dei Paar.
Le trattative con l'appaltatore per il Tirolo fallirono, poiché le Poste Imperiali si opponevano. Una particolarità caratterizzò le poste dei Paesi Bassi austriaci: nel 1706 erano state date in affitto a Francois Jaupain, ma nel 1725 il contratto era stato sostituito da un altro con i principi Thurn und Taxis.
Nel 1743 i diritti dei Paar furono ulteriormente limitati, e nel 1744 si arrivò alla fondazione di una Direzione postale a Vienna ed il servizio statale divenne effettivo.

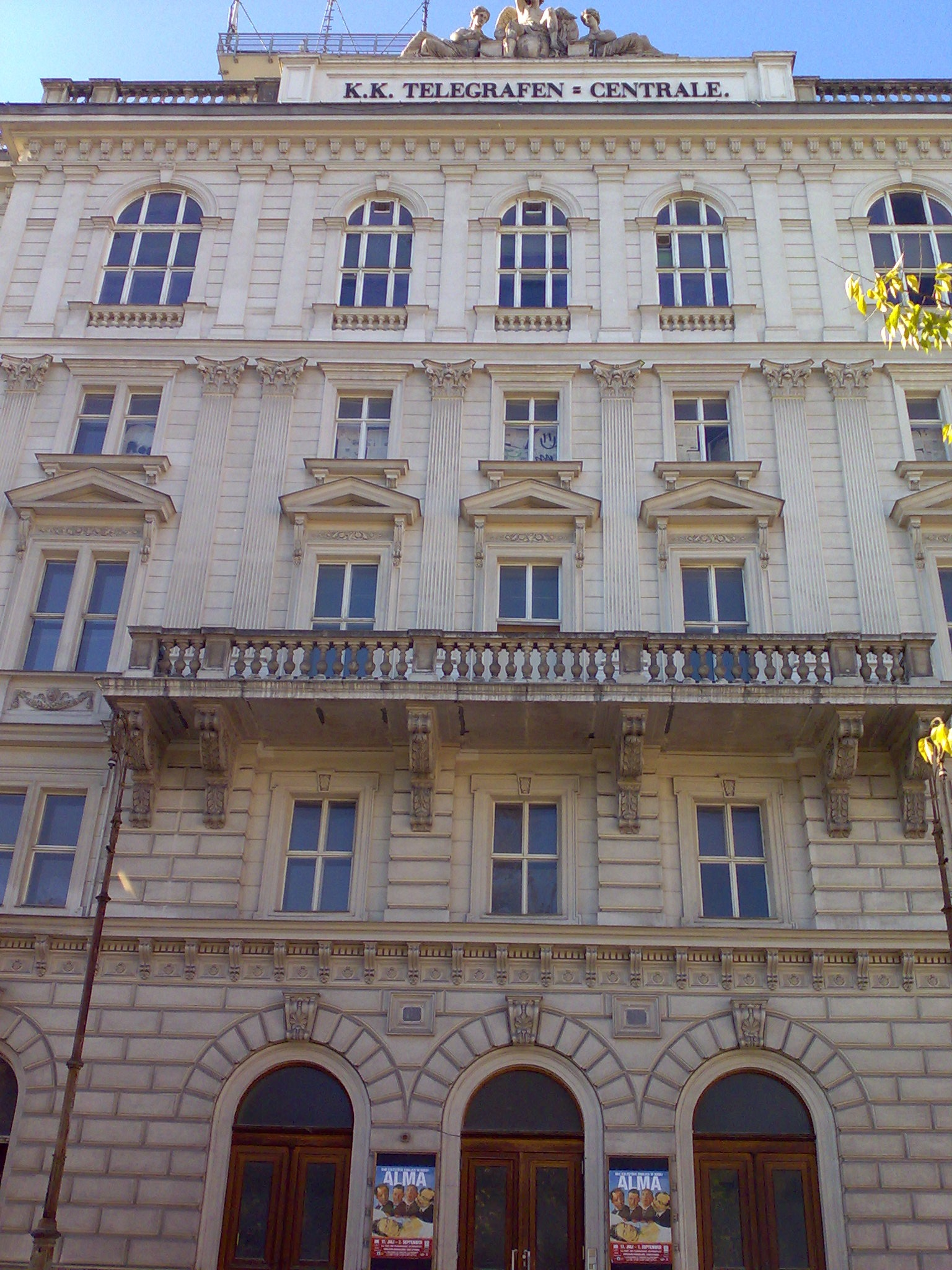
La posta centrale di Vienna, sulla piazza della Borsa

Nel 1749 iniziarono i collegamenti giornalieri fra le principali città austriache. Un anno dopo fu introdotto il servizio dei pacchi postali e nel 1751 si cominciò a timbrare le lettere con la data.
Sotto i regni di Maria Teresa e Giuseppe II vennero introdotte le carrozze postali per il servizio postale ordinario.
Nel 1787 furono introdotti i timbri postali con l'indicazione del luogo e della data di spedizione.
All'inizio dell'Ottocento le poste austriache gestivano anche il sistema postale del Liechtenstein. Questa attività cessò nel 1921 quando il Liechtenstein entrò in una nuova unione postale, quella con la Svizzera.
Nel 1817 furono introdotte le cassette della posta.
Nel 1847 fu introdotto il servizio telegrafico.
Nel 1850 furono emessi i primi francobolli austriaci, a tariffa unitaria.
Nel 1863 una conferenza internazionale tenutasi a Parigi emanò le istruzioni per il recapito internazionale, undici anni prima della fondazione dell'Unione postale universale.
Al 1869 risalgono le prime cartoline postali (dette Correspondenz-Karten).
Fra il 1875 ed il 1956 fu attivo un servizio di posta pneumatica a Vienna.
La prima rete telefonica entrò in attività nel 1881.
Nel 1887 fu costituita la k.k. Post- und Telegraphenverwaltung (PTV) ("I. R. Amministrazione delle Poste e Telegrafi").
Nel 1907 entrarono in servizio le prime corriere postali.
Nel 1916 apparvero le prime cassette postali nelle case austriache.
Nel 1996 l'amministrazione statale PTV fu trasformata in società per azioni con il nome di Post und Telekom Austria AG (PTA).
Nel 2011 il settore postale fu scorporato, divenendo la Österreichische Post AG.